# 체의 확대
체론에서 체의 확대(體의 擴大, 영어: field extension)는 주어진 체에 원소를 추가하여 얻는 더 큰 체이다.

## 정의
두 체 {\displaystyle K}와 {\displaystyle L}이 주어졌을 때, {\displaystyle K}에서 {\displaystyle L}로 가는 확대는 {\displaystyle K}에서 {\displaystyle L}로 가는 환 준동형이다. (여기서 환 준동형은 항상 곱셈 항등원을 보존시켜야 한다. 즉, 유사환의 준동형보다 더 강한 조건이다.)
체의 확대는 항상 단사 함수이며, 따라서 {\displaystyle K}를 {\displaystyle L}의 부분 집합으로 볼 수 있으며, 이 경우 {\displaystyle K}를 {\displaystyle L}의 부분체(部分體, 영어: subfield), 반대로 {\displaystyle L}을 {\displaystyle K}의 확대체(擴大體, 영어: extension field)라고 한다. {\displaystyle L}이 {\displaystyle K}의 확대체라는 것은 기호로 {\displaystyle L/K}로 쓴다.
일련의 체 {\displaystyle K_{0},K_{1},\dots ,K_{n}}들이 서로 체의 확대
{\displaystyle K_{0}\subseteq K_{1}\subseteq \cdots \subseteq K_{n}}
를 이룰 때, {\displaystyle \{K_{i}\}_{i=0,1,\dots ,n}}를 체의 탑(體의 塔, 영어: tower of fields)이라고 한다.

### 차수
체의 확대 {\displaystyle L/K}가 주어졌을 때, {\displaystyle L}은 {\displaystyle K} 위의 가환 단위 결합 대수를 이루며, 특히 벡터 공간을 이룬다. 체의 확대 {\displaystyle L/K}의 차수(次數, 영어: degree)는 {\displaystyle L}의 {\displaystyle K}-벡터 공간으로서의 차원이며, {\displaystyle [L:K]}로 표기한다.
차수가 유한한 확대를 유한 확대(無限擴大, 영어: finite extension)라고 한다. 차수가 1인 확대는 전단사 함수이며, 이는 체의 자기 동형에 해당한다. 차수가 2인 확대는 이차 확대(二次擴大, 영어: quadratic extension), 차수가 3인 확대는 삼차 확대(三次擴大, 영어: cubic extension)라고 한다. 모든 유한 확대는 대수적 확대이다.

### 초월 차수
체의 확대 {\displaystyle L/K} 및 {\displaystyle L}의 부분 집합 {\displaystyle S\subset L}이 주어졌을 때, 만약 모든 다항식 {\displaystyle p\in K[|S|]}에 대하여, {\displaystyle p(S)=0}인 다항식은 {\displaystyle p=0}밖에 없다면, {\displaystyle S}를 대수적 독립 집합(영어: algebraically independent set)이라고 한다. {\displaystyle L/K}의 초월 차수(영어: transcendence degree)는 {\displaystyle L}에 포함된 최대 대수적 독립 집합의 크기이며, {\displaystyle \operatorname {trdeg} _{K}L}와 같이 표기한다. 초월 차수가 0인 체의 확대는 대수적 확대(代數的擴大, 영어: algebraic extension)라고 하고, 초월 차수가 0이 아닌 확대는 초월 확대(超越擴大, 영어: transcendental extension)라고 한다.
{\displaystyle L/K}의 초월 기저(超越基底, 영어: transcendence basis) {\displaystyle S}는 {\displaystyle L/K(S)}가 대수적인 대수적 독립 집합 {\displaystyle S\subset L}이다. 모든 체의 확대는 초월 기저를 가지며, 초월 기저의 크기는 초월 차수와 같다. 만약 {\displaystyle L=K(S)}라면, {\displaystyle L/K}를 순수 초월 확대(純粹超越擴大, 영어: purely transcendental extension)라고 한다.
체의 확대 {\displaystyle L/K} 및 {\displaystyle L}의 원소 {\displaystyle a\in L}가 주어졌을 때, 만약 {\displaystyle \{a\}}가 대수적 독립 집합이라면, {\displaystyle a}를 {\displaystyle L/K}의 초월 원소(超越元素, 영어: transcendental element)라고 한다. 초월 원소가 아닌 원소를 대수적 원소(代數的元素, 영어: algebraic element)라고 한다.

### 생성원으로 정의되는 확대
체의 확대 {\displaystyle L/K} 및 {\displaystyle L}의 부분 집합 {\displaystyle S\subset L}이 주어졌다고 하자. 그렇다면, {\displaystyle L}속에서 {\displaystyle S}로 생성되는 {\displaystyle K}의 확대 {\displaystyle K(S)}는 {\displaystyle S\cup K}를 부분 집합으로 포함하며 체를 이루는 {\displaystyle L}의 가장 작은 부분 집합이다. 이는 항상 유일하게 존재하며, 구체적으로 다음과 같이 구성된다. {\displaystyle K[S]\subseteq L}가, {\displaystyle S}의 원소들에 대한 {\displaystyle K} 계수의 다항식들로 구성된 환이라고 하자. 그렇다면 {\displaystyle K(S)}는 {\displaystyle K[S]}의 분수체와 동형이다.
{\displaystyle K(S)=\operatorname {Frac} K[S]=\{p/q\colon p\in K[S],q\in K[S],\;q\neq 0\}\subseteq L}
또한, 만약 {\displaystyle S}가 유한 집합이며, {\displaystyle L}이 대수적 확대라면 {\displaystyle K(S)/K}는 유한 확대이다.
체의 확대 {\displaystyle M/K} 속에서 두 부분체
{\displaystyle K\subseteq L_{1}\subseteq M}
{\displaystyle K\subseteq L_{2}\subseteq M}
가 주어졌을 때, 이 두 확대체의 합성체(合成體, 영어: compositum)는 {\displaystyle K(L_{1}\cup L_{2})\subseteq M}이다.

### 체 노름과 체 대각합
유한 확대 {\displaystyle L/K}가 주어졌다고 하자. 그렇다면 {\displaystyle L}은 유한 차원 {\displaystyle K}-벡터 공간이며, 임의의 원소 {\displaystyle a\in L}에 대하여 {\displaystyle a\cdot \colon L\to L}은 {\displaystyle K}-벡터 공간의 선형 변환이다. 따라서 그 행렬식과 대각합을 취할 수 있으며, 이를 각각 체 노름(體norm, 영어: field norm) {\displaystyle \operatorname {N} _{L/K}}과  체 대각합(體對角合, 영어: field trace) {\displaystyle \operatorname {T} _{L/K}}이라고 한다.
{\displaystyle \operatorname {N} _{L/K}\colon L\to K}
{\displaystyle \operatorname {N} _{L/K}\colon a\mapsto \det(a\cdot )}
{\displaystyle \operatorname {T} _{L/K}\colon L\to K}
{\displaystyle \operatorname {T} _{L/K}\colon a\mapsto \operatorname {tr} (\cdot a)}
보다 일반적으로, {\displaystyle a\cdot }의 고유 다항식을 취할 수 있으며, 이는 {\displaystyle K} 계수의 일계수 다항식이다.
{\displaystyle \chi _{L/K}(x;a)=\det(x-a\cdot )\in K[x]}
이는 체 노름과 체 대각합을 계수로 포함한다.
{\displaystyle \chi _{L/K}(x;a)=x^{[L:K]}-\operatorname {T} _{L/K}(a)x^{[L:K]-1}+\cdots +(-1)^{[L:K]}\operatorname {N} _{L/K}(a)}
체 노름과 체 대각합은 최소 다항식으로도 정의할 수 있다. 임의의 {\displaystyle a\in L}에 대하여, 그 최소 다항식이 {\displaystyle p_{a}\in K[x]}라고 하고, 그 근들의 중복집합이 {\displaystyle \{\sigma _{1}(a),\dots ,\sigma _{n}(a)\}\in {\bar {K}}}라고 하자. 그렇다면 다음이 성립한다.
{\displaystyle \operatorname {N} _{L/K}(a)=\left(\prod _{i=1}^{n}\sigma _{i}(a)\right)^{[L:K(a)]}}
{\displaystyle \operatorname {T} _{L/K}(a)=[L:K(a)]\sum _{i=1}^{n}\sigma _{i}(a)}
만약 {\displaystyle L/K}가 분해 가능 확대라면, 근들의 중복집합은 집합이 된다.
만약 {\displaystyle L/K}가 갈루아 확대라면, 위 공식은 다음과 같이 간단해진다.
{\displaystyle \operatorname {N} _{L/K}(a)=\prod _{g\in \operatorname {Gal} (L/K)}g(a)}
{\displaystyle \operatorname {T} _{L/K}(a)=\sum _{g\in \operatorname {Gal} (L/K)}g(a)}
여기서 {\displaystyle \operatorname {Gal} (L/K)}는 갈루아 군이다.

## 성질
체의 확대는 항상 단사 함수이다. (전단사 함수인 체의 확대는 체의 자기 동형(영어: automorphism)이라고 한다.) 체의 확대 {\displaystyle L/K}가 존재한다면, {\displaystyle K}와 {\displaystyle L}의 표수는 서로 일치한다.
{\displaystyle \exists L/K\implies \operatorname {char} K=\operatorname {char} L}

### 차수와 초월 차수
확대의 합성에 따라 차수는 곱해지며, 초월 차수는 더해진다. 즉, 체의 확대 {\displaystyle L/K} 및 {\displaystyle M/L}이 주어졌을 때, 합성 확대 {\displaystyle M/K}의 차수 및 초월 차수는 다음과 같다.
{\displaystyle [M:K]=[L:K][M:L]}
{\displaystyle \operatorname {trdeg} _{K}M=\operatorname {trdeg} _{K}L+\operatorname {trdeg} _{L}M}
여기서 좌변은 일반적으로 기수의 곱 또는 합이다.
초월 차수가 1 이상이라면, 차수는 항상 무한 기수이며, 확대체의 집합의 크기와 같다.
{\displaystyle \operatorname {trdeg} _{K}L\geq 1\implies [L:K]=|L|=\max\{|K|,\operatorname {trdeg} _{K}L,\aleph _{0}\}\geq \aleph _{0}}
이다.
증명:
자명하게
{\displaystyle \max\{\operatorname {trdeg} _{K}L,\aleph _{0}\}\leq [L:K]\leq |L|=\max\{|K|,\operatorname {trdeg} _{K}L,\aleph _{0}\}}
이므로, {\displaystyle [L:K]\geq |K|}임을 보이면 충분하다. 초월 원소 {\displaystyle x\in L}를 고르자. 그렇다면,
{\displaystyle \left\{{\frac {1}{1+ax}}\colon a\in K\right\}\subseteq L}
는 {\displaystyle K}-선형 독립 집합임을 보이면 족하다. 즉, 임의의 {\displaystyle c_{0},\dots ,c_{n-1}\in K} 및 서로 다른 {\displaystyle a_{0},\dotsc ,a_{n-1}\in K}에 대하여,
{\displaystyle {\frac {c_{0}}{1+a_{0}x}}+\cdots {\frac {c_{n-1}}{1+a_{n-1}x}}=0}
라고 가정하였을 때
{\displaystyle c_{0}=\dotsb =c_{n-1}=0}
임을 보여야 한다.
{\displaystyle r_{n-1,i,j}=e_{n-1,j}(a_{0},\dotsc ,a_{i-1},a_{i+1},\dotsc ,a_{n-1})\qquad (i,j=0,\dotsc ,n-1)}
라고 하자 ({\displaystyle e_{n-1,j}}는 {\displaystyle (n-1)}변수 {\displaystyle j}차 기본 대칭 다항식). 그렇다면 가정은
{\displaystyle {\begin{aligned}0&=\sum _{i=0}^{n-1}c_{i}(1+a_{0}x)\dotsm (1+a_{i-1}x)(1+a_{i+1}x)\dotsm (1+a_{n-1}x)\\&=\sum _{i=0}^{n-1}c_{i}\sum _{j=0}^{n-1}r_{n-1,i,j}x^{j}\\&=\sum _{j=0}^{n-1}x^{j}\sum _{i=0}^{n-1}c_{i}r_{n-1,i,j}\end{aligned}}}
와 동치이다 . {\displaystyle x}가 초월 원소이므로, 이는
{\displaystyle \sum _{i=0}^{n-1}c_{i}r_{n-1,i,j}=0\qquad (j=0,\dotsc ,n-1)}
와 동치이다. 이는 {\displaystyle c_{0},\dots ,c_{n-1}}에 대한 연립 일차 방정식이다. 따라서, 계수들의 행렬식이 0이 아님을 보이면 족하다. 사실,
{\displaystyle {\begin{vmatrix}r_{n-1,0,0}&\cdots &r_{n-1,0,n-1}\\\vdots &&\vdots \\r_{n-1,n-1,0}&\cdots &r_{n-1,n-1,n-1}\end{vmatrix}}=\prod _{0\leq i<j\leq n-1}(a_{i}-a_{j})\neq 0}
이며, 이는 {\displaystyle n}에 대한 수학적 귀납법을 통하여 다음과 같이 보일 수 있다. {\displaystyle n=1}의 경우는 자명하다. 이제 {\displaystyle n-1}에 대하여 참임을 가정하고, {\displaystyle n}의 경우를 생각하자. 가정에 따라 다음이 성립한다.
{\displaystyle {\begin{aligned}{\begin{vmatrix}r_{n-1,0,0}&\cdots &r_{n-1,0,n-1}\\\vdots &&\vdots \\r_{n-1,n-1,0}&\cdots &r_{n-1,n-1,n-1}\end{vmatrix}}&={\begin{vmatrix}0&r_{n-1,0,1}-r_{n-1,n-1,1}&\cdots &r_{n-1,0,n-1}-r_{n-1,n-1,n-1}\\\vdots &\vdots &&\vdots \\0&r_{n-1,n-2,1}-r_{n-1,n-1,1}&\cdots &r_{n-1,n-2,n-1}-r_{n-1,n-1,n-1}\\1&r_{n-1,n-1,1}&\cdots &r_{n-1,n-1,n-1}\end{vmatrix}}\\&=(-1)^{n}{\begin{vmatrix}(a_{n-1}-a_{0})r_{n-2,0,0}&\cdots &(a_{n-1}-a_{0})r_{n-2,0,n-2}\\\vdots &&\vdots \\(a_{n-1}-a_{n-2})r_{n-2,n-2,0}&\cdots &(a_{n-1}-a_{n-2})r_{n-2,n-2,n-2}\end{vmatrix}}\\&=(-1)^{n}(a_{n-1}-a_{0})\dotsm (a_{n-1}-a_{n-2}){\begin{vmatrix}r_{n-2,0,0}&\cdots &r_{n-2,0,n-2}\\\vdots &&\vdots \\r_{n-2,n-2,0}&\cdots &r_{n-2,n-2,n-2}\end{vmatrix}}\\&=(a_{0}-a_{n-1})\dotsm (a_{n-2}-a_{n-1})\prod _{0\leq i<j\leq n-2}(a_{i}-a_{j})\\&=\prod _{0\leq i<j\leq n-1}(a_{i}-a_{j})\end{aligned}}}
즉, {\displaystyle n}에 대해서도 참이다.
대수적 확대 {\displaystyle M/K}의 두 중간체 {\displaystyle K\subseteq L_{1},L_{2}\subseteq M}에 대하여, 다음 부등식이 성립한다.:529, Proposition 21
{\displaystyle [K(L_{1}\cup L_{2}):K]\leq [L_{1}:K][L_{2}:K]}
증명:
우선, {\displaystyle L_{1}/K}와 {\displaystyle L_{2}/K}가 모두 대수적 확대인 경우를 증명하자. {\displaystyle L_{1}}과 {\displaystyle L_{2}}의 {\displaystyle K}-기저 {\displaystyle (a_{i})_{i\in I}} 및 {\displaystyle (b_{i})_{i\in I}}에 대하여, {\displaystyle (a_{i}b_{j})_{i\in I,\;j\in J}}가 {\displaystyle K(L_{1}\cup L_{2})}를 {\displaystyle K}-선형 생성함을 보이는 것으로 족하다. 이는 다음과 같은 단계들을 거쳐 보일 수 있다. 자명하게
{\displaystyle K(L_{1}\cup L_{2})=K(\{a_{i}\}_{i\in I}\cup \{b_{j}\}_{j\in J})}
이다. 또한, 이는 자명하게
{\displaystyle K(a_{i_{1}},\dotsc ,a_{i_{m}},b_{j_{1}},\dotsc ,b_{j_{n}})}
꼴의 체들의 합집합이다. 모든 {\displaystyle a_{i_{r}}}와 {\displaystyle b_{j_{s}}}가 대수적 원소이므로,
{\displaystyle {\begin{aligned}K(a_{i_{1}},\dotsc ,a_{i_{m}},b_{j_{1}},\dotsc ,b_{j_{n}})&=K(a_{i_{1}})\cdots (a_{i_{m}})(b_{j_{1}})\cdots (b_{j_{n}})\\&=K[a_{i_{1}}]\cdots [a_{i_{m}}][b_{j_{1}}]\cdots (b_{j_{n}})\\&=K[a_{i_{1}},\dotsc ,a_{i_{m}},b_{j_{1}},\dotsc ,b_{j_{n}}]\end{aligned}}}
이다. 마지막으로, 유한 개의 {\displaystyle a_{i_{r}}}들의 곱은 {\displaystyle L_{1}}의 원소이므로 (유한 개의) {\displaystyle a_{i}}들의 {\displaystyle K}-선형 결합이다. 마찬가지로 유한 개의 {\displaystyle b_{j_{s}}}들의 곱은 (유한 개의) {\displaystyle b_{j}}들의 {\displaystyle K}-선형 결합이다. 따라서, {\displaystyle K[a_{i_{1}},\dotsc ,a_{i_{m}},b_{j_{1}},\dotsc ,b_{j_{n}}]}의 원소들은 (유한 개의) {\displaystyle a_{i}b_{j}}들의 {\displaystyle K}-선형 결합이다. 즉, {\displaystyle (a_{i}b_{j})_{i\in I,\;j\in J}}는 {\displaystyle K(L_{1}\cup L_{2})}의 {\displaystyle K}-선형 생성 집합이다.
이제 초월 확대가 하나 이상인 경우를 생각하자. 이 경우, {\displaystyle K(L_{1}\cup L_{2})/K}가 초월 확대이며 {\displaystyle L_{1}}와 {\displaystyle L_{2}} 중 하나 이상이 무한 집합이므로
{\displaystyle [K(L_{1}\cup L_{2}):K]=|K(L_{1}\cup L_{2})|=\max\{|K|,|L_{1}\cup L_{2}|,\aleph _{0}\}=\max\{|L_{1}|,|L_{2}|\}}
이다. 만약 {\displaystyle L_{1}/K}와 {\displaystyle L_{2}/K}가 둘 다 초월 확대라면,
{\displaystyle [L_{1}:K][L_{2}:K]=|L_{1}||L_{2}|=\max\{|L_{1}|,|L_{2}|\}}
이다. 만약 {\displaystyle L_{1}/K}가 대수적 확대이며 {\displaystyle L_{2}/K}가 초월 확대라면,
{\displaystyle [L_{1}:K]\leq |L_{1}|=\max\{|K|,\aleph _{0}\}\leq \max\{|K|,\operatorname {trdeg} _{K}L_{2},\aleph _{0}\}=|L_{2}|}
이므로
{\displaystyle [L_{1}:K][L_{2}:K]=[L_{1}:K]|L_{2}|=\max\{[L_{1}:K],|L_{2}|\}=|L_{2}|=\max\{|L_{1}|,|L_{2}|\}}
이다. 즉, 등식이 성립하며, 특히 부등식도 참이다.

### 체 노름과 체 대각합
노름은 체의 가역원군의 군 준동형을 이룬다. 즉, 임의의 {\displaystyle a,b\in L}에 대하여
{\displaystyle \operatorname {N} _{L/K}(ab)=\operatorname {N} _{L/K}(a)\operatorname {N} _{L/K}(b)}
이며, 만약 {\displaystyle a\neq 0}이라면
{\displaystyle \operatorname {N} _{L/K}(a^{-1})=\operatorname {N} _{L/K}(a)^{-1}}
이다. 또한, 만약 체의 확대 {\displaystyle L/K} 및 {\displaystyle M/L}이 주어졌다면, 체 노름은 체의 확대의 합성을 따른다.
{\displaystyle \operatorname {N} _{M/K}=\operatorname {N} _{L/K}\circ \operatorname {N} _{M/L}}
대수적 수체 {\displaystyle K/\mathbb {Q} }에서, 모든 대수적 정수 {\displaystyle a\in {\mathcal {O}}_{K}}의 체 노름은 (유리수) 정수이다.
{\displaystyle \forall a\in {\mathcal {O}}_{K}\colon \operatorname {N} _{K/\mathbb {Q} }(a)\in \mathbb {Z} }
또한, 다음이 성립한다.
{\displaystyle \forall a\in {\mathcal {O}}_{K}\colon |\operatorname {N} _{K/\mathbb {Q} }(a)|=|{\mathcal {O}}_{K}/(a)|}
여기서 좌변은 체 노름의 절댓값이고, 우변은 주 아이디얼에 대한 몫환의 크기이다. 이를 일반화하여, {\displaystyle {\mathcal {O}}_{K}}의 임의의 아이디얼 {\displaystyle {\mathfrak {a}}}에 대하여
{\displaystyle \operatorname {N} _{K/\mathbb {Q} }({\mathfrak {a}})=|{\mathcal {O}}_{K}/{\mathfrak {a}}|}
로 정의한다.

## 분류
체의 확대 {\displaystyle L/K}가 주어졌다고 하고, 그 초월 기저 {\displaystyle S\subset L\setminus K}가 주어졌다고 하자. 그렇다면 {\displaystyle K(S)/K}는 순수 초월 확대이며, {\displaystyle L/K(S)}는 대수적 확대이다. 따라서, 체의 확대의 분류는 순수 초월 확대의 분류와 대수적 확대의 분류로 나뉜다.
체 {\displaystyle K}의 순수 초월 확대는 모두 유리 함수체 {\displaystyle K(S)}와 동형이며, 이는 {\displaystyle S}의 집합의 크기 {\displaystyle |S|}에 따라 완전히 분류된다.
체 {\displaystyle K(S)}의 대수적 확대의 분류는 {\displaystyle K} 위의 {\displaystyle |S|}차원의 (무한 차원일 수 있는) 대수다양체의 쌍유리 동치에 대한 분류와 같으며, 따라서 일반적으로 불가능하다고 여겨진다. 다만 일부 특수한 경우는 대수기하학적 기법으로 분류할 수 있다. 예를 들어, 만약 {\displaystyle K}가 대수적으로 닫힌 체이며 {\displaystyle |S|=1}인 경우, 이는 {\displaystyle K} 위의 대수 곡선들의 쌍유리 분류에 해당한다.

## 종류
위에 정의된 용어 밖에, 특별한 종류의 체의 확대로는 다음이 있다.
- 갈루아 확대
- 분해 가능 확대
- 정규 확대
- 아벨 확대
- 단순 확대

## 예

### 대수적 폐포
임의의 체 {\displaystyle K}에 대하여, 대수적 폐포 {\displaystyle {\bar {K}}} 및 분해 가능 폐포 {\displaystyle K^{\operatorname {sep} }}를 정의할 수 있으며, 또한 {\displaystyle K}의 표수에 따라서 {\displaystyle K_{0}}를 다음과 같이 정의하자.
{\displaystyle K_{0}={\begin{cases}\mathbb {F} _{p}&p=\operatorname {char} K>0\\\mathbb {Q} &\operatorname {char} K=0\end{cases}}}
여기서 {\displaystyle \mathbb {F} _{p}}는 크기 {\displaystyle p}의 유한체이다. 그렇다면 이들은 다음과 같은 체의 탑을 이룬다.
{\displaystyle K_{0}\subseteq K\subseteq K^{\operatorname {sep} }\subseteq {\bar {K}}}
{\displaystyle {\bar {K}}/K}는 항상 대수적 확대를 이루며, 따라서 초월 차수는 0이다.

### 유리 함수 · 형식적 로랑 급수
임의의 체 {\displaystyle K}에 대하여, 유리 함수체 {\displaystyle K(x)=\operatorname {Frac} K[x]} 및 형식적 로랑 급수체 {\displaystyle K((x))=\operatorname {Frac} K[[x]]}를 정의할 수 있다. 이들은 다음과 같은 체의 탑을 이룬다.
{\displaystyle K\subsetneq K(x)\subsetneq K((x))}
이 경우 차수 및 초월 차수는 다음과 같다.
{\displaystyle [K(x):K]=\aleph _{0}}
{\displaystyle \operatorname {trdeg} _{K}K(x)=1}
{\displaystyle [K((x)):K]=2^{\aleph _{0}}}

### 유리수 · 실수 · 복소수
유리수체 {\displaystyle \mathbb {Q} }, 실수체 {\displaystyle \mathbb {R} }, 복소수체 {\displaystyle \mathbb {C} }는 다음과 같은 체의 탑을 이룬다.
{\displaystyle \mathbb {Q} \subsetneq \mathbb {R} \subsetneq \mathbb {C} }
이 경우 차수 및 초월 차수는 다음과 같다.
{\displaystyle [\mathbb {R} :\mathbb {Q} ]=2^{\aleph _{0}}}
{\displaystyle \operatorname {trdeg} _{\mathbb {Q} }\mathbb {R} =2^{\aleph _{0}}}
{\displaystyle [\mathbb {C} :\mathbb {R} ]=2}
{\displaystyle \operatorname {trdeg} _{\mathbb {R} }\mathbb {C} =0}
체의 확대 {\displaystyle \mathbb {C} /\mathbb {R} }에서의 체 노름은 다음과 같다.
{\displaystyle \operatorname {N} _{\mathbb {C} /\mathbb {R} }\colon x+iy\mapsto x^{2}+y^{2}=|x+iy|^{2}}
이다.

### 유리수체의 확대
유리수체의 유한 확대는 수체라고 하며, {\displaystyle \mathbb {Q} ({\sqrt {2}})/\mathbb {Q} }나 {\displaystyle \mathbb {Q} ({\sqrt {-1}})/\mathbb {Q} } 등이 있다. 이들은 대수적 확대이므로, 초월 차수는 0이며, 두 예 다 차수는 2이다.
원주율 {\displaystyle \pi } 및 자연로그의 밑 {\displaystyle e}는 초월수이므로, {\displaystyle \mathbb {Q} [\pi ]/\mathbb {Q} }와 {\displaystyle \mathbb {Q} (e)/\mathbb {Q} }는 초월 차수가 1인 확대이다. 그러나 {\displaystyle \{\pi ,e\}}가 대수적 독립 집합인지는 알려지지 않았다. 즉, {\displaystyle \mathbb {Q} (\pi ,e)/\mathbb {Q} }는 초월 차수가 1 또는 2이지만, 둘 중 어느 것인지는 알려지지 않았다.
{\displaystyle [\mathbb {Q} (\pi ):\mathbb {Q} )]=[\mathbb {Q} (e):\mathbb {Q} ]=[\mathbb {Q} (\pi ,e):\mathbb {Q} ]=\aleph _{0}}
{\displaystyle \operatorname {trdeg} _{\mathbb {Q} }\mathbb {Q} (\pi )=\operatorname {trdeg} _{\mathbb {Q} }\mathbb {Q} (e)=1}
{\displaystyle \operatorname {trdeg} _{\mathbb {Q} }\mathbb {Q} (\pi ,e)\in \{1,2\}}
이차 수체 {\displaystyle \mathbb {Q} [{\sqrt {n}}]/\mathbb {Q} }에서의 체 노름은 다음과 같다.
{\displaystyle \operatorname {N} _{\mathbb {Q} [{\sqrt {n}}]/\mathbb {Q} }\colon a+{\sqrt {n}}b\mapsto (a+{\sqrt {n}}b)(a-{\sqrt {n}}b)=a^{2}-nb^{2}}
이다.

### p진수체
소수 {\displaystyle p}가 주어졌을 때, 유리수체의 다른 확대로 p진수체 {\displaystyle \mathbb {Q} _{p}}를 정의할 수 있다. 이 경우, 다음과 같은 체의 탑이 존재한다.
{\displaystyle \mathbb {Q} \subsetneq \mathbb {Q} _{p}\subsetneq {\bar {\mathbb {Q} }}_{p}\subsetneq \mathbb {C} _{p}}
여기서 {\displaystyle \mathbb {Q} _{p}}는 p진수체이며, {\displaystyle {\bar {\mathbb {Q} }}_{p}}는 그 대수적 폐포이며, {\displaystyle \mathbb {C} _{p}}는 그 완비화이다. {\displaystyle \mathbb {C} _{p}}는 복소수체 {\displaystyle \mathbb {C} }와 체로서 동형이다. 이 경우 차수는 다음과 같다.
{\displaystyle [\mathbb {Q} _{p}:\mathbb {Q} ]=2^{\aleph _{0}}}

### 유한체
소수 {\displaystyle p}가 주어졌을 때, 표수 {\displaystyle p}의 유한체들은 다음과 같은 체의 탑을 이룬다.
{\displaystyle \mathbb {F} _{p}\subsetneq \mathbb {F} _{p^{2}}\subsetneq \cdots \subsetneq \mathbb {F} _{p^{n}}\subsetneq \cdots {\bar {\mathbb {F} }}_{p}=\varinjlim ^{n\to \infty }\mathbb {F} _{p^{n}}}
여기서 {\displaystyle {\bar {\mathbb {F} }}_{p}}는 유한체의 대수적 폐포이며, 이는 유한체들의 귀납적 극한을 이룬다. 이 탑에서 차수는 다음과 같다.
{\displaystyle [\mathbb {F} _{p^{n+1}}:\mathbb {F} ^{p}]=p}
{\displaystyle [{\bar {\mathbb {F} }}_{p}:\mathbb {F} _{p^{n}}]=\aleph _{0}}

### 대수다양체의 유리 함수체
대수적으로 닫힌 체 {\displaystyle K} 위의 대수다양체 {\displaystyle X}가 주어졌을 때, {\displaystyle X} 위의 유리 함수체
{\displaystyle L=\Gamma (X,{\mathcal {K}}_{X})}
는 {\displaystyle K}의 확대이다. 이 경우, {\displaystyle X}의 쌍유리 동치류는 확대 {\displaystyle L/K}로부터 완전히 결정된다. 특히, {\displaystyle X}의 크룰 차원은 {\displaystyle L/K}의 초월 차수와 같다.
{\displaystyle \dim X=\operatorname {trdeg} _{K}L}
이를 사용하여, 유한 초월 차수의 확대는 대수기하학적으로 분류할 수 있다.
{\displaystyle n}차원 유리 다양체의 유리 함수체는 순수 초월 확대 {\displaystyle K(x_{1},\dots ,x_{n})}이다. 다른 예로, 다음과 같은 방정식으로 주어지는, 사영 평면 속의 초타원 곡선을 생각하자.
{\displaystyle y^{2}=p(x)}
여기서 {\displaystyle p(x)\in K[x]}는 근들이 중복되지 않는 다항식이다. 이는 기하학적으로 {\displaystyle x} 좌표로 나타내어지는 사영 곡선의 2겹 분기 피복을 이루며, {\displaystyle x} 위의 올은 {\displaystyle \pm {\sqrt {p(x)}}}이다. {\displaystyle 2\lceil (\deg p)/2\rceil }개의 분기점들은 {\displaystyle p}의 근 및 (만약 {\displaystyle 2\nmid \deg p}인 경우) 무한대 {\displaystyle {\widehat {\infty }}}에 위치한다. 체론적으로, 이는 초월 확대
{\displaystyle K(x,{\sqrt {p(x)}})/K}
로 주어진다. 사영 직선 위의 분기 피복은 대수적 확대 {\displaystyle K(x,{\sqrt {p(x)}})/K(x)}에 해당되며, 이것이 2차 유한 확대인 것은 분기 피복이 2겹인 것에 대응한다. 특히, 타원 곡선의 경우 이 함수체 (타원 함수체)는 바이어슈트라스 타원 함수로 다음과 같이 주어진다.
{\displaystyle \mathbb {C} (\rho ,{\sqrt {4\wp ^{3}+g_{2}\wp +g_{3}}}\rho ')}
이는 바이어슈트라스 타원 함수가 {\displaystyle \wp '^{2}=4\wp ^{3}+g_{2}\wp +g_{3}}를 만족시키기 때문이다.

## 같이 보기
- 갈루아 이론
- 유체론
- 분해체

## 참고 문헌
1. ↑  Dummit, David S.; Foote, Richard M. (2004). 《Abstract algebra》 (영어) 3판. 치체스터: Wiley. ISBN 0-471-43334-9. MR 2286236. OCLC 248917264. Zbl 1037.00003.

- Roman, Steven M. (2006). 《Field theory》. Graduate Texts in Mathematics (영어) 158 2판. Springer. doi:10.1007/0-387-27678-5. ISBN 978-0-387-27677-9. ISSN 0072-5285. Zbl 1172.12001.
- Lang, Serge (2002). 《Algebra》. Graduate Texts in Mathematics (영어) 211 3판. Springer. doi:10.1007/978-1-4613-0041-0. ISBN 978-1-4612-6551-1. ISSN 0072-5285. MR 1878556. Zbl 0984.00001.